# بهادر کرمی
بهادر کرمی ، بوکسور و ملی پوش ایرانی در وزن ۶۹ کیلوگرم می باشد. او که از سن ۱۳ سالگی به علت علاقه زیاد وارد این رشته ورزشی شده است، با بیش از ۱۲ سال فعالیت حرفه ای عناوین قهرمانی متعددی در سطح کشور، و مسابقات بین‌المللی در کارنامه ورزشی خود به ثبت رسانده است.  وی هم اکنون در انگلستان زندگی می کند و به عنوان یک بوکسور حرفه ای در یکی از تیم های مطرح منچستر فعالیت دارد.

## پناهندگی
بهادر کرمی پس از طی روزهای طاقت فرسایی از حیث پناهجویی در کشور یونان هم اکنون مقیم انگلستان می باشد.

## افتخارات
- چهار دوره عضو تیم ملی بزرگسالان و جوانان کشور
- چهار دوره قهرمان کشور در رده سنی جوانان و بزرگسالان
- قهرمان منطقه یک کشور
- دو دوره قهرمان مسابقات بین‌المللی
- قهرمانی در چندین رقابت چند جانبه داخلی
- مدال برنز تورنمنت بین‌المللی سیمون تریستان اوکراین[۱][۳]